# گرد و غبار (فیلم ۲۰۰۱)
گرد و غبار (مقدونی: Прашина) یک فیلم است که در سال ۲۰۰۱ منتشر شد.

## بازیگران
- جوزف فینز
- دیوید ونهام
- ورا فارمیگا
- ادرین لستر
- مت روس
- رزمری مورفی